# Daramus obscurus
Daramus obscurus là một loài bọ cánh cứng trong họ Cerambycidae.